# Susan Wild

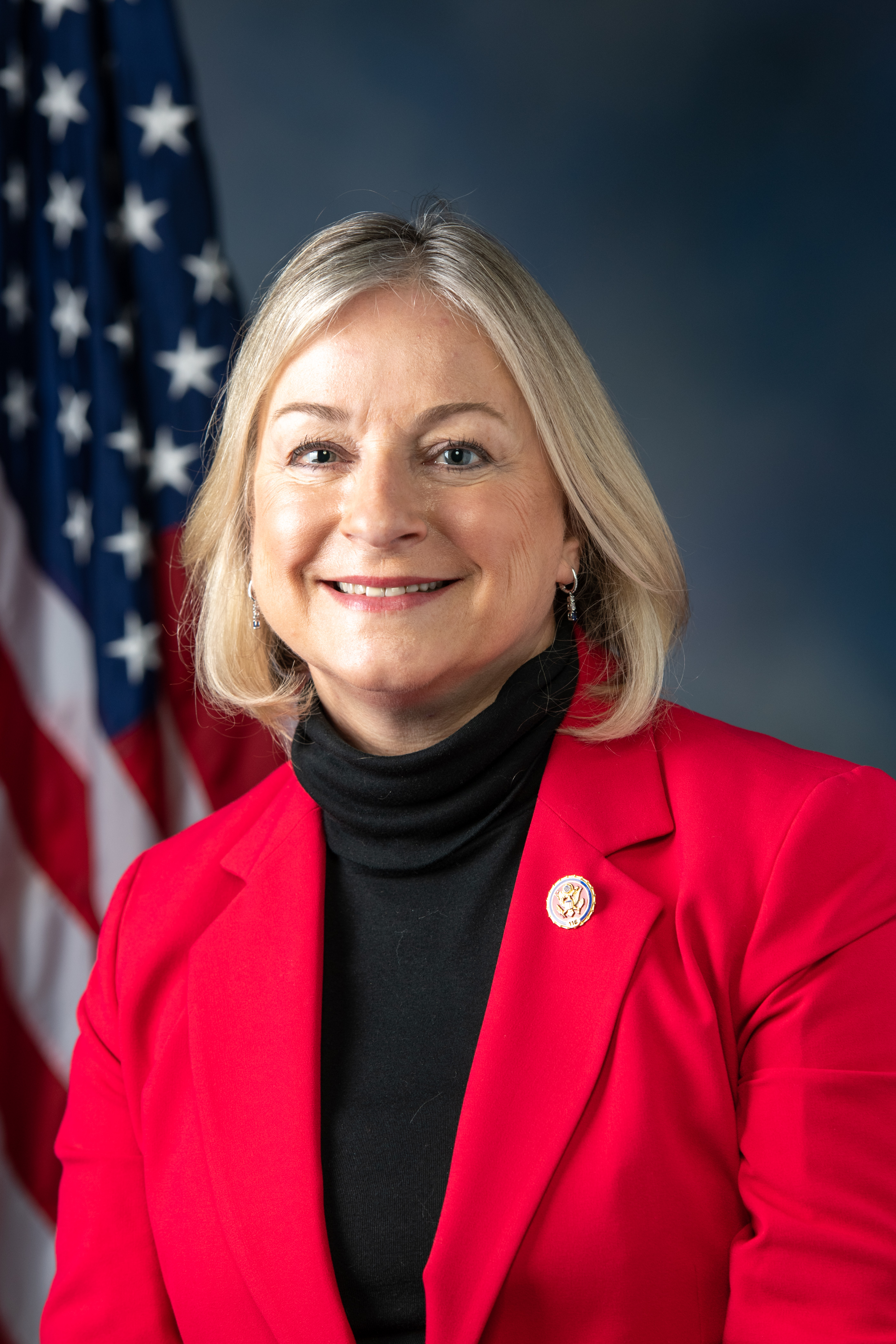
Susan Wild (2019)

Susan Ellis Wild (geboren am 7. Juni 1957 in Wiesbaden, Hessen, Deutschland) ist eine US-amerikanische Politikerin der Demokratischen Partei. Von 2018 bis 2025 vertrat sie den Bundesstaat Pennsylvania im Repräsentantenhaus der Vereinigten Staaten, zuletzt für den siebten Distrikt, zuvor bis 2019 im 15. Distrikt. Sie war Oppositionsführerin im United States House Committee on Ethics.

## Leben
Susan Wild ist die Tochter von Norman Leith und der Journalistin Susan Stimus Ellis. Ihr Vater diente als Offizier in der United States Air Force. Wild wurde auf der Wiesbaden Air Base geboren und verbrachte ihre Kindheit und Jugend dort, in Frankreich, in New Mexico, in Kalifornien und schließlich in Washington, D.C. Sie studierte an der American University, wo sie 1978 ihren Bachelorabschluss erlangte, und anschließend an der George Washington University. 1982 schloss sie das Studium als Juris Doctor (J.D.) ab. Susan Wild arbeitet für die Anwaltskanzlei Gross McGinley, in der sie 1999 Partner wurde.
Von 1981 bis 2002 war sie mit Russell Wild verheiratet, mit dem sie einen Sohn und eine Tochter hat. 2003 heiratete Wild ihren Jugendfreund Kerry Acker, mit dem sie bis zu dessen Tod im Mai 2019 verheiratet war. Susan Wild ist jüdischen Glaubens und lebt im South Whitehall Township in der Nähe von Allentown.

## Politik
2013 bewarb sich Susan Wild erfolglos für das Amt des County Commissioner des Lehigh County. Am 7. Januar 2015 wurde sie zum Solicitor des Lehigh County befördert und wurde somit die erste Frau in diesem Amt. Am 31. Dezember 2017 trat sie von diesem Amt zurück, nachdem sie ihre Bewerbung um den Kongresssitz des 15. Kongresswahlbezirkes Pennsylvanias bekannt gegeben hatte. Wild konnte die Vorwahl der Demokratischen Partei für sich entscheiden und setzte sich in der Wahl am 6. November 2018 gegen Marty Nothstein durch. Sie übernahm am 27. November 2018 den seit Mai 2018 durch Rücktritt vakanten Sitz von Charles Wieder Dent. Sie konnte die reguläre Wahl 2018, nunmehr für den siebten Kongresswahlbezirk, ebenfalls gewinnen, damit vertrat Wild die Region des Lehigh Valley im Kongress. Bei der Wahl 2020 konnte sie die Republikanerin Lisa Scheller mit 51,9 % besiegen und war damit auch Abgeordnete im Repräsentantenhaus des 117. Kongresses.
Die Primary (Vorwahl) ihrer Partei für die Wahlen 2022 am 17. Mai konnte sie erneut ohne Mitbewerber gewinnen. Sie trat dadurch am 8. November 2022 wiederum gegen Scheller von den Republikanern an. Sie konnte diese Wahl mit 50,8 % der Stimmen ebenfalls für sich entscheiden und war dadurch auch im Repräsentantenhaus des 118. Kongresses vertreten. Bei der Wahl 2024 unterlag sie ihrem republikanischen Herausforderer Ryan Mackenzie. Mit dem Ende ihrer dritten Legislaturperiode zum 3. Januar 2025 schied Wild daher aus dem Kongress aus.

### Ausschüsse
Wild war Mitglied in folgenden Ausschüssen des Repräsentantenhauses:
- Committee on Education and Labor
  - Health, Employment, Labor, and Pensions
- Committee on Ethics
- Committee on Foreign Affairs
  - Europe, Energy, the Environment, and Cyber
- Committee on Science, Space, and Technology
  - Research and Technology

Sie war außerdem Mitglied in 29 Caucuses.